# Konzulat Republike Slovenije v Linzu
Konzulat Republike Slovenije v Linzu je diplomatsko-konzularno predstavništvo (konzulat) Republike Slovenije s sedežem v Linzu (Avstrija); spada pod okrilje Veleposlaništvu Republike Slovenije v Avstriji.
Trenutni častni konzul je Günther Grassner.